# Terza crociata nella cultura di massa
L'influenza culturale della terza crociata consiste nell'impatto suscitato da tale conflitto storico subito dopo lo stesso e nei secoli successivi. A prescindere del periodo storico preso in considerazione, l'influenza culturale è risultata sempre notevole. La terza crociata affascinò maggiormente il mondo cristiano rispetto a quello musulmano, ma ciò non significa che essa non abbia lasciato un impatto al di fuori dell'Europa.

## Letteratura

### La figura e il mito del cavaliere

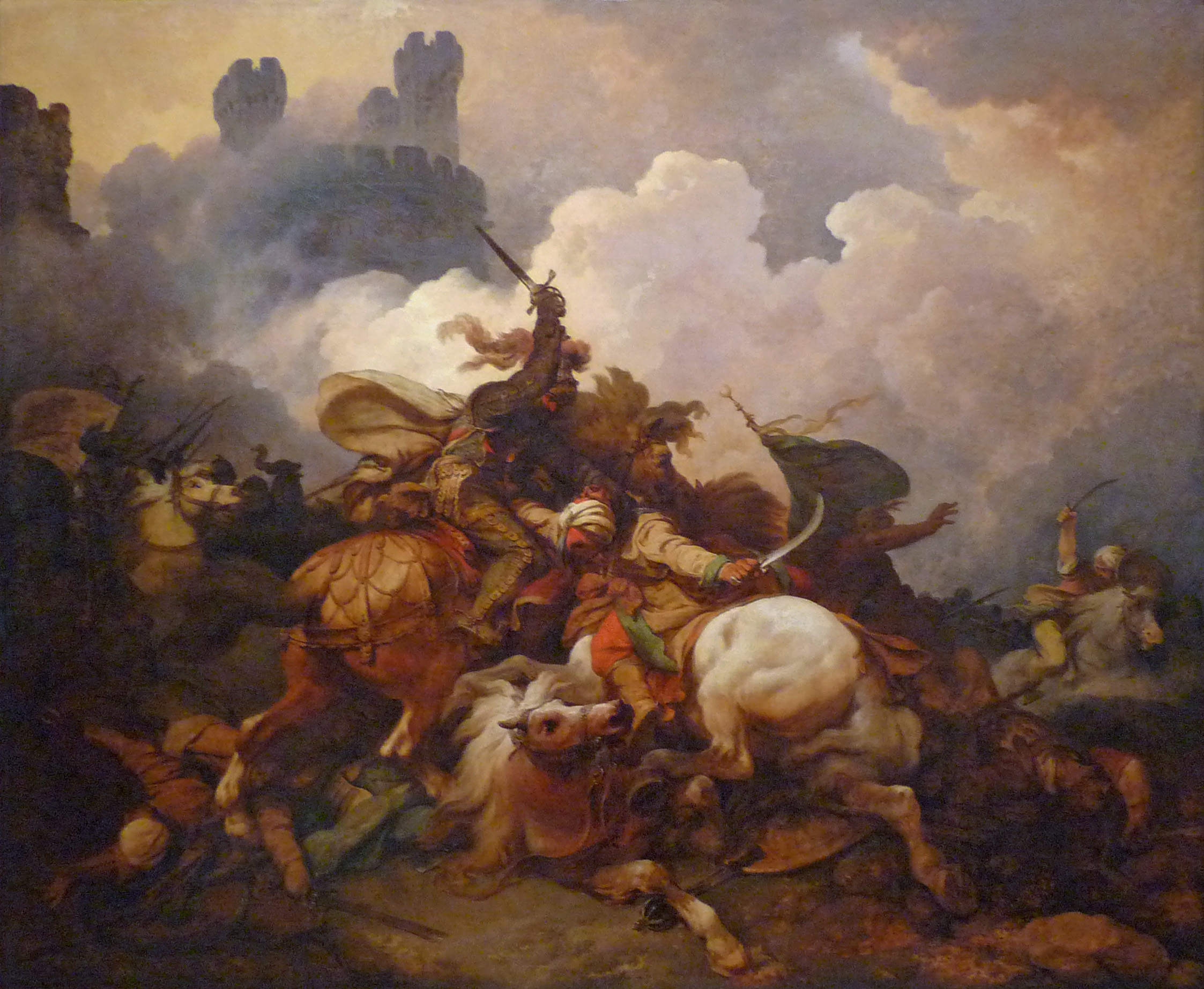
Riccardo Cuor di Leone nella battaglia di San Giovanni d'Acri, olio su tela di Philip James de Loutherbourg, 1807 circa

La terza crociata (1189-1192) è spesso considerata uno spartiacque in termini di sviluppo e varietà di riscontri letterari e testuali al fermento crociato. L'entusiasmo cavalleresco per la campagna stessa, unito alle imprese compiute da Riccardo I e dai suoi seguaci in Terra santa, riaccese l'interesse per le crociate precedenti e agì da catalizzatore per la scrittura letteraria e storica. Tali opere furono spesso diffuse o rese più accessibili a un pubblico più vasto, compresi i laici; si pensi alla narrazione della prima crociata di Guglielmo di Tiro, la sua Historia rerum in partibus transmarinis gestarum (Storia delle imprese compiute al di là del mare, 1170-84 circa), la quale raggiunse un pubblico assai più vasto grazie alla traduzione in francese antico (Estoire de Eracles, 1205-1234 circa) e nelle sue numerose continuazioni.
Nelle parole dello storico Nigel Saul, fu un evento che avrebbe plasmato «l'immaginario cavalleresco inglese», tanto che «la crociata figurava in primo piano tra le attività che davano forma all'ideale cavalleresco». Se Gerusalemme era sempre stata, in qualche misura, un luogo attraverso il quale venivano mediate le identità di gruppo e culturali, la terza crociata e le narrazioni che essa ispirò portarono alla ribalta ancora una volta le questioni riguardanti le motivazioni della guerra santa e il modo in cui «le esigenze di pellegrinaggio e di conflitto dovevano essere conciliate con i valori di coloro che articolavano l'ethos cavalleresco». Si diffuse inoltre l'ideale secondo cui anche i re dovevano essere disposti a prendere la croce. Aspirare a diventare un crociato aveva conseguenze anche per la nobiltà e la classe cavalleresca, poiché si cercavano di emulare i successi e l'eroismo percepito dei vecchi crociati.

### Il dualismo tra Riccardo I e Saladino

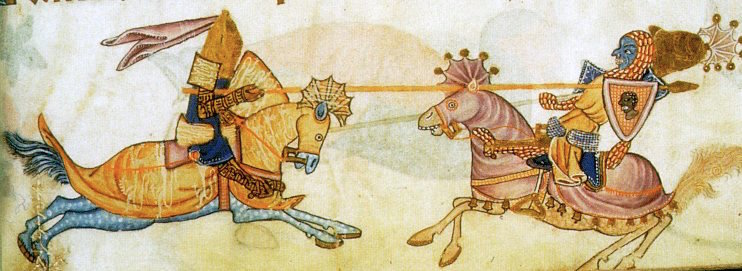
Riccardo I d'Inghilterra in duello con il sultano Saladino. Illustrazione tratta dal Salterio di Luttrell, 1325-1335 circa

Gli scontri militari tra Saladino e Riccardo I riscossero grossa fortuna nella letteratura che si dedicò alla terza crociata. Alla fine del conflitto, tuttavia, nessuna delle due parti raggiunse gli obiettivi prefissatisi, considerando che né i cristiani riconquistarono Gerusalemme né i saraceni scacciarono i loro nemici dal Vicino Oriente. Mentre le opere inglesi esaltano la figura di Riccardo in battaglia, si sviluppò al contempo una sorta di rispetto nei confronti di Saladino, dimostratosi un sovrano comprensivo e persino, a tratti, cavalleresco.
Non si deve infine dimenticare che il clima incerto vissuto in Inghilterra e la speranza che Riccardo facesse presto ritorno, rimpiazzando il fratello reggente Giovanni, favorirono lo sviluppo della leggenda di Robin Hood. Anche Walter Scott, nel suo Ivanhoe, si concentra su quel periodo storico.

### Riferimenti letterari
Nel ciclo di Walter Scott intitolato Racconti dei tempi delle crociate (in inglese Tales of Crusaders), il secondo testo intitolato Il talismano - Riccardo in Palestina (The talisman) del 1825 narra dei rapporti tra Riccardo I e Saladino durante la terza crociata.

## Cinema e serie tv
Tra i film che si riferiscono alla terza crociata si ricordano Riccardo Cuor di Leone (1923), Riccardo Cuor di Leone (1954), Saladino il Vittorioso (1963),  Il prode Anselmo e il suo scudiero (1972), Arn (2010).
Tra le serie tv si annovera invece anzitutto la serie di episodi del 1965 legata a Doctor Who e che comprende Il leone (27 marzo 1965), Il cavaliere di Giaffa (3 aprile 1965), La ruota della fortuna (10 aprile 1965) e I signori della guerra (17 aprile 1965). Occorre poi citare il quinto episodio della prima stagione della serie docu-drama Heroes and Villains intitolato Richard the Lionheart (2008) e infine l'episodio Barbarossa und der Löwe (2008) estrapolato dalla serie storico-documentaria Die Deutschen.

## Musica

### Medievale

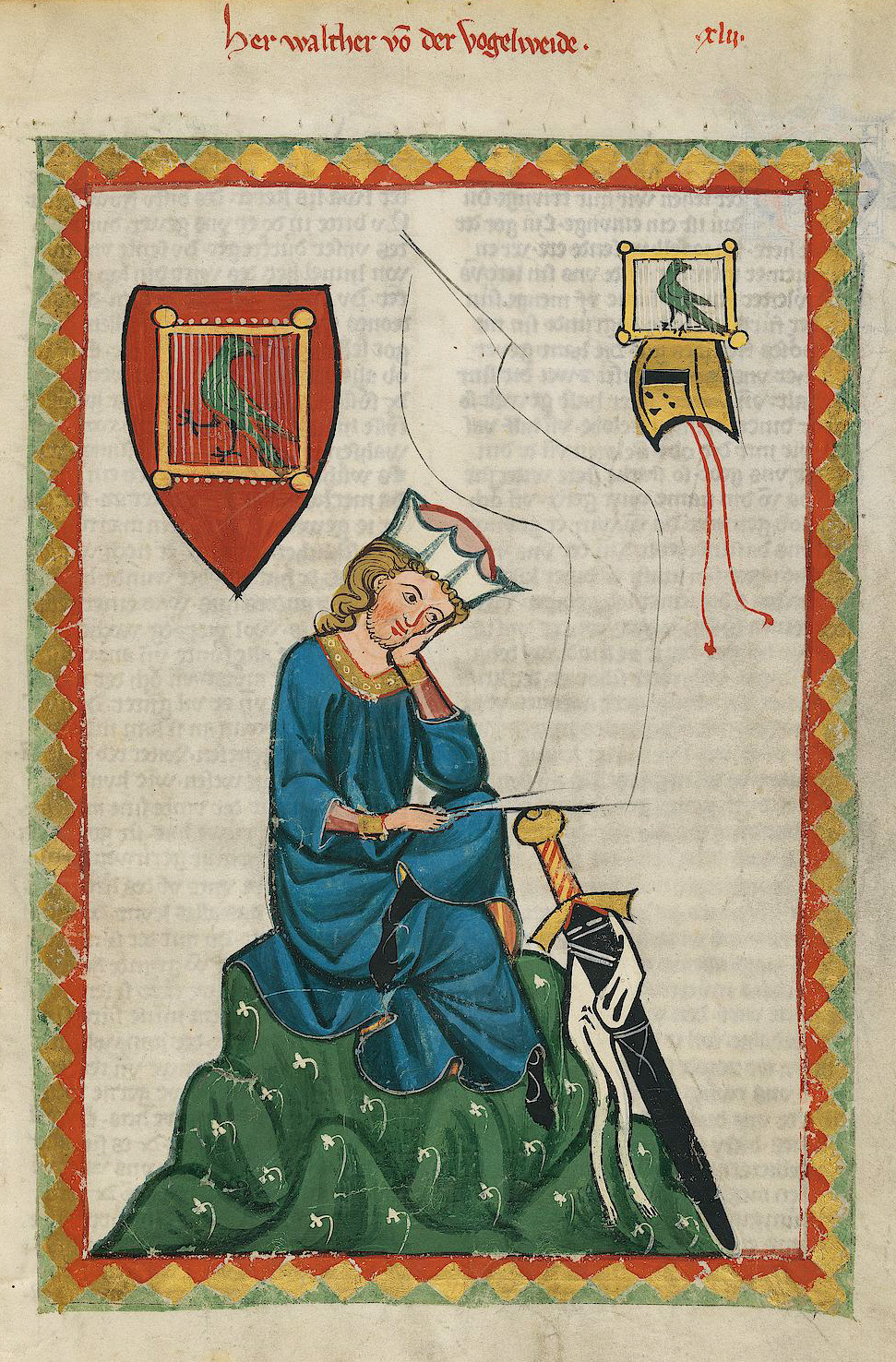
Walther von der Vogelweide, autore di un popolare brano intitolato Palästinalied, assiso su uno scoglio

Tra i canti popolari dei crociati si ricordano vari autori di differente provenienza.
Fra quelli tedeschi, che si esprimevano in lingua alto-tedesca media, si devono menzionare Friedrich von Hausen, Albrecht von Johansdorf, Walther von der Vogelweide (Palästinalied, Elegia) e Hartmann von Aue (malgrado non sia noto se si riferisca alla terza crociata o alla successiva crociata del 1197, che parteciparono alla spedizione o ebbero modo di apprendere delle informazioni da testimoni oculari.
Fra i francesi si ricordano Ahi! Amours, con dure departie e Bien me dusse targier di Conone di Béthune, Maugré tous sainz et maugré dieu ausi di
Huon d'Oisi, A vous, amant, plus qu'a nul autre gent e Li nouviauz tanz et mais et violete di Le Chastelain de Couci, Chanterai pour mon corage di Guido di Digione, Pour lou peuple resconforteir di Maistres Renas è un paio di brani il cui autore risulta sconosciuto intitolati Parti de mal et a bien aturné e Vos qui ameis de vraie amor.
Altre canzoni realizzate da trovatori occitani includono A l'onor Deu torn en mon chan del 1188 circa (l'autore sollecita Riccardo I a partecipare alla crociata), Jois sia comensamens del 1187-1190 circa e Ara nos sia guitz del 1203.

### Moderna
Tra i lavori degli autori moderni si ricordano:
- L'album Saladin & The 3rd Crusade di Tiffany Román Louk del 2021;
- L'album Les Croisades: Musique Arabe Au Temps Des Croisades di Ensemble Al-Kindî e Omar Sarmini del 2022;
- L'album King's Crusade Pt. 1 (The Holy Land) degli Exultet del 2023.

## Teatro
Sono varie le opere teatrali che si ispirano più o meno direttamente alla terza crociata. 
- Isacio tiranno (1710, Venezia) di Antonio Lotti: si parla della conquista di Cipro compiuta da Riccardo I d'Inghilterra nel 1190;
- Richard cœur de Lion (1784, Parigi) di André Grétry: si parla del periodo di prigionia trascorso da Riccardo I in Austria durante il suo viaggio di ritorno dalla Terra Santa;
- Il talismano, ovvero La terza crociata in Palestina (1829, Milano) di Giovanni Pacini: si ispira all'omonimo romanzo di Walter Scott, Il Talismano - Riccardo in Palestina;
- Richard en Palestine (1844, Parigi) di Adolphe Adam: si parla degli eventi relativi a Riccardo I durante la terza crociata;
- The Crusaders (1846, Londra) di Julius Benedict: in essa si mischiano eventi relativi alla prima crociata ripresi da La Gerusalemme liberata di Torquato Tasso e vicende inerenti alla terza crociata;
- Gabriella di Vergy di Gaetano Donizetti (1869, Napoli): uno dei personaggi, Raoul di Coucy, fa ritorno dalla terza crociata.

## Videogiochi
La terza crociata rappresenta il periodo storico in cui si svolgono gli eventi dei videogiochi Assassin's Creed (2007), The Kings' Crusade (2010), The Cursed Crusade (2011).